# Adam Peška
Adam Peška (* 8. dubna 1997 Pardubice) je český tělesně handicapovaný boccista. V roce 2021 na Letních paralympijských hrách v Tokiu získal zlatou medaili v boccii.
Narodil se a vyrůstal jako zdravý kluk. Ve čtyřech letech ale začal špatně chodit, když začal klopýtat, padat, také měl problémy i s vyjitím schodů a špatně vstával ze země a židle. V necelých šesti letech mu byla diagnostikováno genetické onemocnění, a to svalovou dystrofií Duchennova typu. Odmala se věnoval sportu a i když následně byl už na invalidním vozíku, začal sportovat bocciu, s kterou se seznámil na pobytu rodin občanského sdružení ParentProject, což je sdružení lidí se stejným onemocněním. Sport si oblíbil a začal dojíždět na tréninky do základní a praktické školy Svítání a kdykoliv měl čas, trénoval s matkou všude, kde to jen šlo, například i na dlažbě chodby v základní škole a stal se členem TJ Léčebna Košumberk. V roce 2017 odmaturoval na gymnáziu v Hradci Králové, od téhož roku je i v české reprezentaci a tentýž rok skončil na 4. místě na mistrovství Evropy. Jeho největším úspěchem bylo, když v roce 2021 vyhrál zlatou medaili na Letních paralympijských hrách 2020 v Tokiu v boccii v kategorii BC3.